# IC 3428
IC 3428 је појединачна звијезда у сазвјежђу Береникина коса која се налази на листи објеката дубоког неба у Индекс каталогу.
Деклинација објекта је + 23° 40' 29" а ректасцензија 12h 30m 7,6s.